# Old Tubac Schoolhouse
 (mai 2024).
L'Old Tubac Schoolhouse est un ancien bâtiment scolaire américain à Tubac, dans le comté de Santa Cruz, en Arizona. Aujourd'hui protégée au sein du Tubac Presidio State Historic Park, elle sert d'office de tourisme à ce parc d'État consacré au presidio de Tubac. Elle est inscrite au Registre national des lieux historiques le 10 novembre 1970. Il s'agit également d'une propriété contributrice au district historique de Tubac Townsite depuis le 17 octobre 1994.